# Lažany (Morávia do Sul)
Lažany é uma comuna checa localizada na região de Morávia do Sul, distrito de Blansko.